# Luna hueca

Ilustración esquemática que muestra un corte transversal de la Luna con su estructura interna aceptada, en oposición a la teoría de la Luna hueca.

La teoría de la Luna hueca es una hipótesis que propone que el satélite terrestre es hueco o contiene un espacio interior sustancial. 
El concepto está relacionado o se deriva de la teoría de la Tierra hueca, siendo un argumento poco frecuente aunque recurrente en la ciencia ficción anterior a los vuelos espaciales.
La luna puede ser hueca, es una teoría que proviene de los datos que recogen los sismógrafos que hay en la Luna. Tras un impacto de un meteorito, la Luna tiembla (vibra,rebota), a la misma frecuencia que una campana. Dando a entender que debe ser hueca para producir toda esa vibración.
Ken Johnson (Supervisor de los Datos y Fotografías de las misiones Apolo de la NASA) diría… “La Luna no solo sonó como una campana, sino que toda la Luna se tambaleó de forma tan precisa, que daba la sensación que había unos gigantescos amortiguadores hidráulicos dentro de esta misma.”

## Versiones
- El proceso de formación de la Luna produjo una esfera hueca por medios naturales. Los detalles varían ampliamente; el mecanismo propuesto es normalmente un factor indefinido o pseudocientífico en las dinámicas de disco de acreción. Algunos defensores que este caso no es excepcional, sino que todos los cuerpos planetarios están huecos.
- El hueco de la Luna tiene su origen en ser un artefacto. Este punto de vista (la teoría de la Luna nave espacial) normalmente va de la mano con otras creencias como los ovnis o antiguos astronautas.

La comunidad científica las considera subteorías sin ninguna base científica.

## Perspectiva científica
La opinión científica general de la estructura interna de la Luna apoya contundentemente una estructura interna sólida con una fina corteza, un extenso manto y un pequeño núcleo más denso. Esto se basa en:
1. Observaciones sísmicas. Además de la Tierra, la Luna es el único astro con una red de observación sísmica in situ. El análisis de los datos sísmicos lunares han ayudado a restringir la anchura de la corteza (~45 km)[3] y el manto, así como el radio del núcleo (~350 km).[4][5]
2. Parámetros del momento de inercia. Para la Luna, los parámetros del momento de inercia han demostrado que el núcleo tiene un ~1.4% de la masa total.[6] Uno de esos parámetros, el momento de inercia polar es de 0,393+/-0,001.[6][7] Está muy cercano al valor para un objeto sólido con una densidad radial constante, que sería de 0,4 (el valor de la Tierra es de 0,33).
3. Variación en la escala fina (p.ej: la variación en la órbita de la sonda espacial Lunar Prospector) del campo gravitatorio lunar, que es consistente con los procesos geológicos que implican a la corteza, el manto y el núcleo.[6]

El gran campo gravitatorio de la Luna, sin embargo, permanece inalterado por la distribución interna de masa si se asume que la densidad interna solo se modifica radialmente. Por ejemplo, si la Luna se reemplazara por un punto con una masa idéntica su campo gravitatorio actual continuaría a distancias mayores al radio lunar de ~1700 km. Esto puede derivarse directamente de la simetría esférica de la Luna aplicando la forma integral de la ley de Gauss. Por lo tanto, el campo gravitatorio de la Luna no transmite ninguna información sobre la distribución radial interna de la masa. Sin embargo, los defensores de la Luna hueca tendrían que tener en cuenta la increíble densidad de la corteza lunar si esta fuera hueca. La fuerza de la gravedad está determinada por su masa, una Luna hueca requeriría una corteza inusualmente densa para obtener los valores gravitacionales observados.
En el Cine:   
La película del director Roland Emmerich  "Moonfall"  de 2022, tiene como premisa una Luna hueca artificial.

## En la literatura
- En el libro de H. G. Wells Los primeros hombres en la luna (1901), Wells describe los insectoide "Selenitas" que viven en el interior de una Luna hueca.
- En la novela de aventuras La criada de la Luna (1926) de Edgar Rice Burroughs, se sitúa en una Luna hueca que tiene su propia atmósfera y que está habitada. En su secuela, Los hombres de la Luna, los nativos de la Luna hueca invaden y conquistan la Tierra. Burroughs también escribió sobre las series de Pellucidar, situadas en el interior de una Tierra hueca.
- En Esa horrible fortaleza (1945) de C.S. Lewis toma lugar en la Tierra, pero la Luna hueca es importante en el trasfondo de la novela, y es conocida por sus habitantes como "Sulva."
- En Los papeles de Lomokome (1947) de Herman Wouk también usa este concepto.[10]
- También aparece en Neznaika en la Luna (1965) del autor ruso Nikolay Nosov.